# غؤور العين
الخوص أو غؤور العينين (بالإنجليزية: Enopthalmos)‏ انزياح العين إلى داخل المحجر) هو تراجع لمقلة العين داخل محجر العين.

قد يكون تشوهات خلقية أو مكتسب كنتيجة إصابة (مثل وجود كسر انفجاري لمحجر العين)، ومتلازمة هورنر، ومتلازمة الجيب الصامت، أو انضمار العين.